# Jörn Ilper
Jörn Ilper (* 9. Dezember 1974 in Hamburg), Jurist und ehemaliger Handballspieler.

## Karriere
Jörn Ilper begann 1980 bei der SG Massen mit dem Handballspiel. Von 1984 bis 1990 spielte er für den RSV Rath-Heumar. Ab 1990 lief er für den TSV Bayer Dormagen auf, bei dem er ab 1991 in der Bundesliga-Mannschaft spielte. Im DHB-Pokal unterlag er 1993 im Endspiel der SG Wallau/Massenheim. 1996 wechselte er zum damaligen Rekordmeister VfL Gummersbach, bei dem er bis 2005 blieb. Im EHF-Pokal 2004/05 erreichte er mit Gummersbach das Halbfinale. In der Saison 2005/06 stand Ilper beim Schweizer Verein SG Stans/Zentralschweiz unter Vertrag. Nach dessen Insolvenz im Sommer 2006 ging er zu HaSpo Bayreuth. Bereits im Dezember 2006 zog er weiter zum VfB Forchheim. 2007 unterschrieb er beim Zweitligisten TV Korschenbroich, bei dem er die folgenden vier Spielzeiten aktiv war.
Zur Saison 2011/12 übernahm Ilper, der die A-Trainerlizenz besitzt, beim TV Korschenbroich den Posten als Sportlicher Leiter und Trainer. Er führte in dieser Position die Handball-Korschenbroich GmbH durch die Planinsolvenz. Somit konnte nach dem sportlichen Abstieg in der Saison 2011/12 der TV Korschenbroich in der 3. Liga des DHB weiter bestehen. Im Januar 2012 wurde er Berater und Sportlicher Leiter der SG MTVD Köln. Gleichzeitig kehrte er im März 2012 als Spieler zum Zweitligisten HC Empor Rostock aufs Feld zurück. Zum Saisonende im Mai verließ er beide Vereine. Anschließend übernahm Ilper in der Saison 2012/13 die Leitung des Frauen-Bundesligisten DJK/MJC Trier.
Nachdem in Trier das Saisonziel Klassenerhalt gesichert war, die wirtschaftliche Perspektive aber nicht mehr gegeben, nahm Ilper eine Stelle als Unternehmensberater (Personal) bei der KPMG in Köln an. Der studierte Jurist verantwortete hier die Entwicklung der Sozialprogramme der Belegschaft. 2016 wechselte Ilper in die Geschäftsleitung der Nexum AG und fungierte als CFO der Holding. 2019 wurde er Business Relations Manager bei den Thomas Sabo Ice Tigers in Nürnberg.

## Sonstiges
Jörn Ilper ist Mitinhaber der Deutschen Trainerschmiede und Inhaber der ConFirm GbR. 